# Rumex lunaria
La paradella canària (Rumex lunaria), endemisme canari, és una espècie del gènere Rumex i pertany a la família de les Poligonàcies. El nom de l'espècie procedeix del llatí lluna, al·ludint a la similitud de les valves dels fruits, que són més o menys orbiculars, amb la lluna plena.
És una planta perenne de port arbustiu que pot atènyer una altura d'entre 100 i 300 centímetres. Les fulles sovint són més amples que llargues, truncades per la base i arrodonides a l'àpex, carnoses, de color verd profund i són renovades constantment. La seva forma és àmplia, d'ovalada a cordiforme. El marge de la fulla és sencer. La inflorescència és una panícula composta ramificada, és a dir un raïm de raïms. Les flors són unisexuals. Un dels verticils del periant formarà les valves (reniformes o orbiculars) en el fruit. El fruit arrodonit en forma de nou petita amb una mida de 5 a 9 mil·límetres de llarg i amb una coloració marró rogenc. Són cordiformes a la base. Només té un peduncle. El període de floració és de desembre a maig.
Planta perenne de port arbustiu que pot atènyer una altura d'entre 100 i 300 centímetres. Les fulles sovint són més amples que llargues, truncades per la base i arrodonides a l'àpex, carnoses, de color verd profund i són renovades constantment. La seva forma és àmplia, d'ovalada a cordiforme. El marge de la fulla és sencer. La inflorescència és una panícula composta ramificada, és a dir un raïm de raïms. Les flors són unisexuals. Un dels verticils del periant formarà les valves (reniformes o orbiculars) en el fruit. El fruit arrodonit en forma de nou petita amb una mida de 5 a 9 mil·límetres de llarg i amb una coloració marró rogenc. Són cordiformes a la base. Només té un peduncle. El període de floració és de desembre a maig.
La paradella canària creix de forma endèmica a totes les Illes Canàries,encara que també a Itàlia, perquè va ser introduïda. És molt comuna a les zones baixes, en comunitats d'Euphorbia. On més bé s'adapta aquesta espècie és als llocs rocosos i amb còdols, a més de les zones ruderals.